# Martinet unicolore
Apus unicolor
Espèce
Statut de conservation UICN

 LC  : Préoccupation mineure
Le Martinet unicolore (Apus unicolor) est une espèce de Martinet, oiseau appartenant à la famille des Apodidés.
C'est une espèce monotypique (non subdivisée en sous-espèces).

## Aire de répartition
C'est une espèce endémique de Madère et des Canaries.